# Гегије (Бихор)
Гегије (рум. Gheghie) насеље је у Румунији у округу Бихор у општини Аушеу. Oпштина се налази на надморској висини од 269 m.

## Становништво
Према подацима из 2002. године у насељу је живело 245 становника, од којих су сви румунске националности.